# نادية بوبغلة
نادية بوبغلة سياسية جزائرية، عضو في حزب العمال الجزائري، وهي عضو المجلس الشعبي الوطني الجزائري عن دائرة 16 الجزائر.